# Erik Pontoppidan der Jüngere

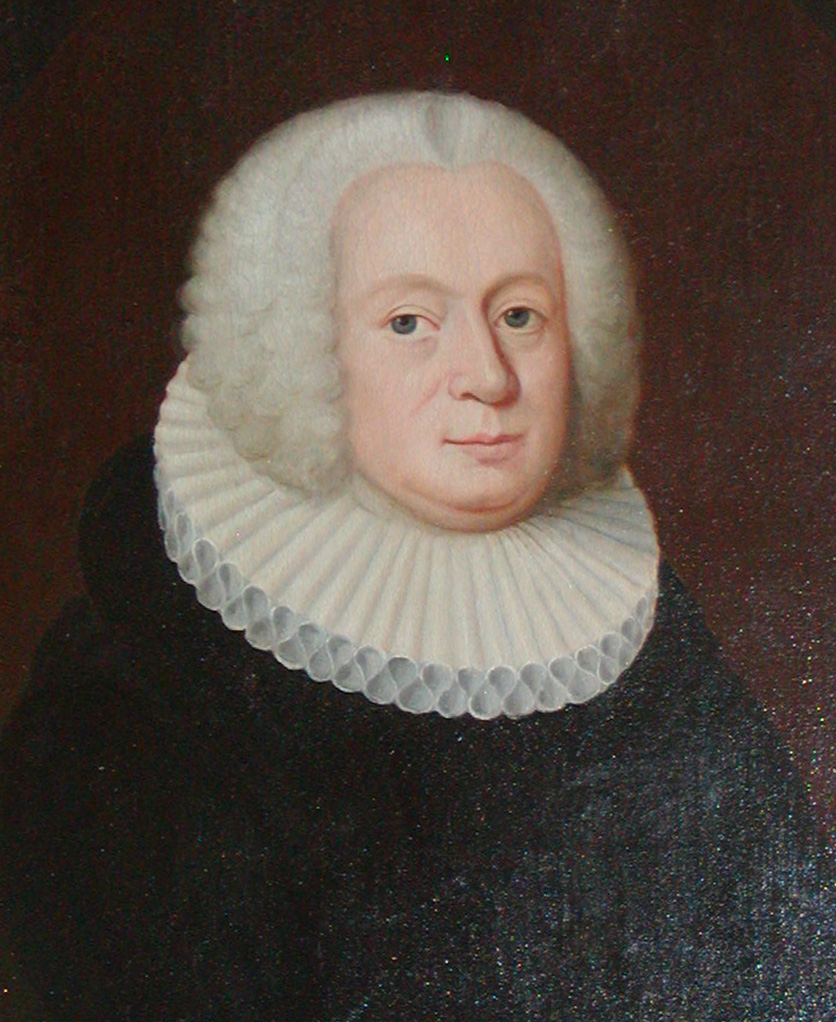
Erik Pontoppidan

Erik Ludvigsen Pontoppidan, zur Unterscheidung von seinem Großonkel Erik Pontoppidan dem Älteren meist mit dem Zusatz den Yngre (der Jüngere), (* 24. Augustjul. / 3. September 1698greg. in Aarhus; † 20. Dezember 1764 in Kopenhagen) war ein dänischer Theologe, Prediger, Historiker und Autor.

## Leben
Pontoppidan stammte als Sohn des Pastors Ludvig Pontoppidan aus einer dänischen Pastorenfamilie. Er wurde mit zehn Jahren Vollwaise und wuchs bei Verwandten auf. Ab 1716 studierte er Theologie an der Kopenhagener Universität und legte schon 1718 sein Examen ab. Anschließend betätigte er sich als Hauslehrer in Kristiania sowie als Hofmeister des Adligen Claus Huitfeldt bei dessen Reise in die Niederlande und nach England. 1721 wurde er Erzieher von Friedrich Karl, der 1722 Herzog von Holstein-Plön wurde; 1723 wurde er Prediger auf dessen Schloss Nordborg. Dort kam er in Kontakt mit dem deutschen Pietismus.
Als Pastor war Pontoppidan 1726 bis 1734 in Havnbjerg nahe Nordborg auf Alsen tätig. In dieser Zeit verfasste er seine ersten Schriften, in denen er den Pietismus gegen die lutherische Orthodoxie verteidigte. In derselben Zeit erschienen seine ersten topographischen und historischen Werke, aus denen Jahrzehnte später sein Hauptwerk Den Danske Atlas eller Konge-Riget Dannemark erwuchs, das erst nach seinem Tod vollendet wurde.
König Christian VI., der den Pietismus förderte, berief ihn 1734 zum Pastor in Hillerød und noch im selben Jahr zum Schlossprediger von Schloss Frederiksborg in Hillerød. Schon 1735 stieg er zum dänischen Hofprediger in Kopenhagen auf. Im Jahre 1738 wurde er zusätzlich außerordentlicher Professor der Theologie, 1742 Mitglied der Königlich Dänischen Akademie der Wissenschaften. 1760 wurde er Ehrenmitglied der Russischen Akademie der Wissenschaften in St. Petersburg.
Im königlichen Auftrag erarbeitete er 1737 einen Katechismus mit dem Titel Sandhed Til Gudfrygtighed (wörtlich „Wahrheit zur Gottesfurcht“; als „Anweisung zum Erkenntniß der Wahrheit zur Gottseligkeit, in einer deutlichen Erklärung über Martin Luthers Kleinen Katechismus“ auch ins Deutsche übersetzt), und 1740 ein Gesangbuch, das Nye Psalme-Bog. Beide Bücher legten ein Hauptgewicht auf die Sündenlehre und die Notwendigkeit von Reue und Buße. Durch sie wurde der Pietismus in Schleswig-Holstein, Dänemark und – besonders nachhaltig – in Norwegen verbreitet. Daneben verfasste Pontoppidan auch historische Werke sowie den Roman Menoza.
Nach dem Tod von König Christian VI. wurde Pontoppidan 1747 Bischof von Bergen. Hier förderte er vor allem die Ausbildung, z. B. durch die Gründung des Seminarium Fredericianum 1752, in der die realen Fächer und neueren Sprachen im Vordergrund stehen sollten. Sein Glossarium Norvagicum von 1749 war eins der ersten dänisch-norwegischen Wörterbücher. Der Erforschung der norwegischen Flora und Fauna diente sein Det første Forsøg paa Norges naturlige Historie (zwei Bände 1752/53).
1755 kehrte Pontoppidan nach Kopenhagen zurück, weil er zum Prokanzler der Universität berufen worden war. Seine wissenschaftlichen Arbeiten dieser Zeit waren sowohl der Topographie (z. B.  Den Danske Atlas, zwei Bände 1763/64) als auch der Theologie gewidmet.
Er ist einer von 18 verdienten Dänen, die auf dem Obelisk auf Skamlingsbanken namentlich genannt werden.

## Schriften (Auswahl)
- Dialogus; oder Unterredung Severi, Sinceri, und Simplicis von der Religion (1726)
- Reinheit der Lehre (1726)
- Heller Glaubensspiegel in welchem die Kennzeichen der Kinder Gottes vorgestellt werden. Frankfurt und Leipzig 1727.
  - Troens Speyl, Forestillende Guds Børns Kiende-Tegn. København 1740.
- Theatrum Daniae veteris et modernae. Bremen 1730.
- Kurzgefaßte Reformations-Historie der dänischen Kirche. Lübeck 1734 Digitalisat.
- Kort Forestilling af de store Velgierninger. Kopenhagen 1736.
- Everriculum fermenti veteris (1736)
- Sandhed Til Gudfrygtighed, Udi En enfoldig og efter mulighed kort, dog tilstrækkelig Forklaring over Dr. theol. Martin Luthers Lille Katekismus. Kopenhagen 1737
  - Anweisung zum Erkenntniß der Wahrheit zur Gottseligkeit, in einer deutlichen Erklärung über Martin Luthers Kleinen Katechismus, zum Gebrauch in den Kirchen und Schulen des Herzogthums Schleswig, des Herzogthums Holstein. Altona 1741 Digitalisat der 15. Auflage 1770 (Universitätsbibliothek Kiel)
  - Sannleiki Gudhraedslunnar. 1759.
- Onde Ordsprog, Som fordærver Gode Sæder, Igiendrevne af Guds Ord. København 1739
  - Böse Sprichwörter (1739)
- Marmora Danica selectiora sive Inscriptionum. Kopenhagen 1739–1741.
- Gesta et vestigia Danorum extra Daniam. Preuss, Leipzig, Kopenhagen 1740/41.
- Annales ecclesiæ danicæ diplomatici. Möller, Kopenhagen 1741–1752 Digitalisat.
- Ein paar erweckliche Predigten vom Elend des irdischen Lebens und wie demselben möge geholfen werden. Kothert, Bergen 1749.
- Glossarium norvagicum. Kothert, Bergen 1749.
- Det første Forsøg paa Norges naturlige Historie. Kopenhagen 1752.
  - The natural history of Norway. Linde, London 1755.
  - Versuch einer natürlichen Historie von Norwegen. Mumme, Kopenhagen, Flensburg 1753–1769.
- Opvækkelige Hyrde-Breve, Aarlig forsendte til Præsteskabet i Bergens-Stift. Bergen 1753
  - Erbauliche Hirtenbriefe, welche er an die Priesterschaft des Bergischen Stifts geschrieben. Berger & Boedner, Rostock 1754.
- Menoza, welcher die Welt umhergezogen, Christen zu suchen. Kopenhagen 1759 Digitalisat.
- Unvorgreifliche Bedenken über die natürliche Ursache der vielen und starken Erdbeben und des ungewöhnlichen Wetters, welches man seit einiger Zeit sowohl in als außer Europa vernommen hat. Pelt, Kopenhagen 1757 Digitalisat.
- Sandheds Kraft til at overvinde Den Atheistiske og Naturalistiske Vantroe. København 1758.
  - Kraft der Wahrheit, den atheistischen und naturalistischen Unglauben zu besiegen. Pelt, Kopenhagen 1759.
- Eutropii Philadelphi Oeconomiske Balance. Godiche, Kopenhagen 1759.
- Origines Hafnienses eller den kongelige Residentz-Stad Kiøbenhavn, forestillet i sin oprindelige Tilstand. Godiche, Kopenhagen 1760.
- Den Danske Atlas eller Konge-Riget Dannemark. Kopenhagen 1763–1781.
  - Kurzgefaßte Nachrichten, die Naturhistorie in Dänemark betreffend. Rothe & Profft, Kopenhagen 1765 (p.m.).
- Tractat om Sielens Udødelighed, samt dens Tilstand i og efter Døden, stadfæstet ved Guds Ord og den Sunde Fornuft. København 1762.
  - Schrift- und vernunftmäßige Abhandlung von der Unsterblichkeit menschlicher Seelen, von deren Befinden in dem Tode, von deren Zustand gleich nach dem Tode, bis an das jüngste Gericht. Rothe, Kopenhagen 1766 (p.m.) Digitalisat.